# メジャーリーグベースボールのロースター一覧
メジャーリーグベースボール(MLB)のロースター一覧は、MLBのロースター（登録選手）をチーム別に並べた一覧である。シーズン中はアクティブ・ロースター（26人枠）、シーズンオフは40人枠。その他に監督、コーチ、故障者リスト、制限リスト入り選手も加えて一覧に列記する。